# 寒亭前埠下古文化遗址
寒亭前埠下古文化遗址，位于山东省潍坊市寒亭区朱里镇，是中华人民共和国山东省文物保护单位之一。
2006年12月7日，授予山东省文物保护单位，是一座古遗址。